# Atalanta (schip, 1857)
De Atalanta (Russisch: Аталанта) was een houten Russische bark, gebouwd in 1857 bij scheepswerf Hermann Friedrich Ulrichs in Bremen. Haar eerste eigenaar was de firma Konitzky & Thiermann te Bremen. In 1880 werd het schip gekocht door C. Hartlaub uit Bremen, die het schip in juli 1881 doorverkocht aan Schiffahrtsgesellschaft Astra te Riga, destijds onderdeel van het Russische tsarenrijk. Op 8 november 1887 komt het schip (met als gezagvoerder kapitein Heimann) in aanvaring met de Deense bark Emil (1859) in de Sont bij Helsingør. De schade valt mee en wordt gerepareerd.
Op 21 november 1888 is het schip onderweg van Riga naar Antwerpen met een lading hout aan boord. In een zware storm strandt het schip op het Noorderstrand bij Ouddorp op het eiland Goeree-Overflakkee. Het schip wordt omstreeks drie uur in de namiddag in stukken geslagen door de golven. De reddingboot kan het wrak niet bereiken. Door het overbrengen van een lijn kunnen vier personen van boord worden gehaald. Daarna ontwaarde men nog drie schepelingen, zich vasthoudend aan een stuk wrakhout. Door gekleed het water in te gaan worden deze mannen aan land gehaald. Na langdurige reanimatie door de Leidse artsen Braakenburg en Wortman keert bij twee van de drie mannen het leven weder. In totaal worden acht mannen gered van wie één aan land stierf. Van de overige vijf opvarenden ontbrak ieder spoor, waardoor in totaal zes mensen bij deze scheepsramp omkomen.

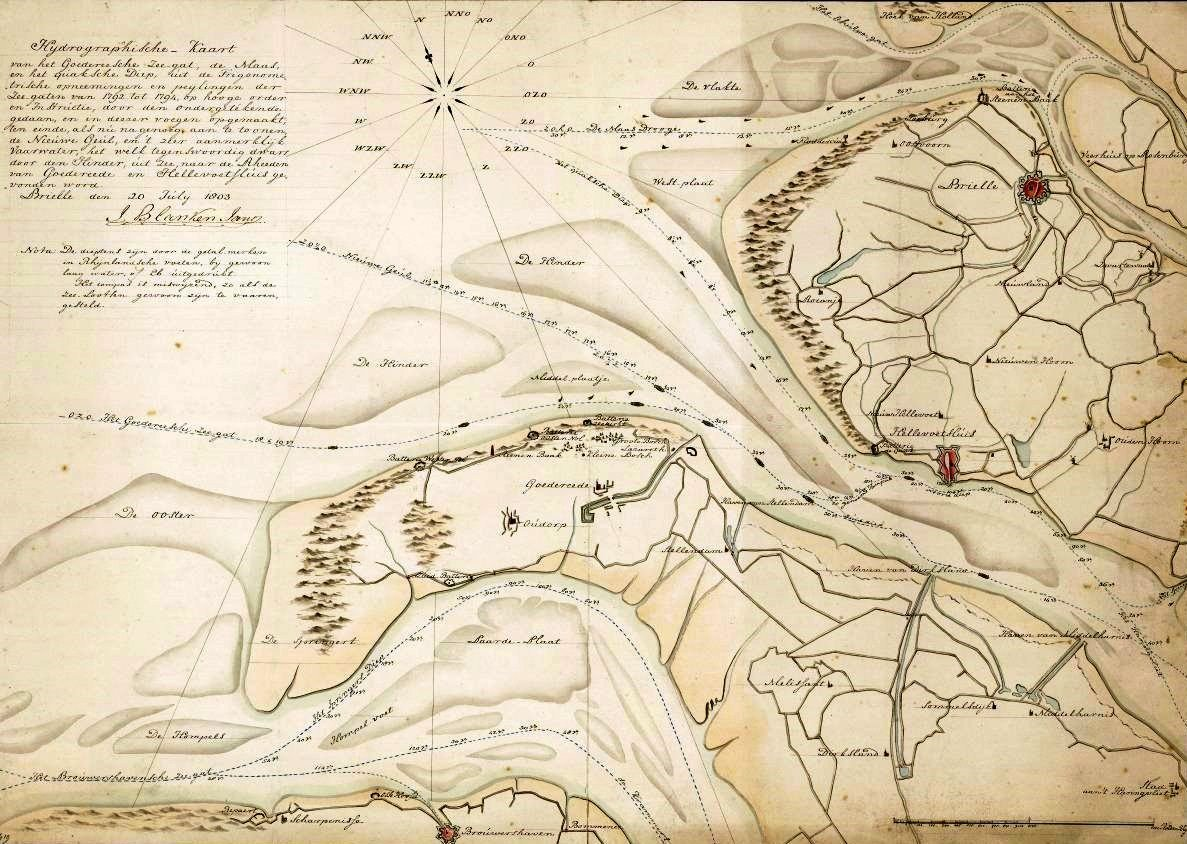
Historische kaart van het Goereese Gat